# Жанна д’Артуа (графиня де Фуа)
Жанна д’Артуа (фр. Jeanne d’Artois; 1289 — после 24 марта 1350) — жена графа Гастона I де Фуа, регент Фуа, Марсана, Кастельбона и Андорры в 1315—1325 годах, регент Беарна, Габардана, Брюлуа, Монкада и Кастельви в 1319—1325, дочь Филиппа д’Артуа, сеньора Конша, и Бланки Бретонской.
Жанна 10 лет управляла владениями своих сыновей как регент. Знать обвиняла её в распущенности и расточительности, а скандалы с её участием были столь часты и публичны, что в итоге она в 1331 году была заключена сыном, графом Гастоном II де Фуа, в замок Фуа. В заточении в разных замках Жанну держали до 1348 года.

## Биография
Жанна происходила из младшей ветви Капетингов — дома д’Артуа и была дочерью Филиппа д’Артуа, сеньора Конша, сына и наследника графа Роберта II д’Артуа, внука короля Франции Людовика VIII. Жанна родилась в 1289 году. А в 1298 году её отец умер от ран, полученных в битве при Фурне.
В 1299 году король Франции Филипп IV Красивый задумал брак между Жанной и Гастоном, сыном и наследником графа Роже Бернара III де Фуа и виконтессы Беарна Маргариты де Монкада. Брачный контракт был подписан в октябре 1301 года в Санлисе, в том же году был заключён брак. По случаю брака 13-летний Гастон был объявлен дееспособным.
Роже Бернар III умер вскоре после заключения брака — в 1302 году, после чего Гастон, муж Жанны, унаследовал отцовские владения — первоначально под регентством матери. В браке родилось 3 сына и 3 дочери. Жанна имела сильное влияние на мужа. Её имя вместе с именем Гастона де Фуа встречается на договоре с виконтом Гастоном де Фезансаге, датированным 7 сентября 1310 года.
По сообщениям хронистов Гастон отличался жестоким и неукротимым нравом. Он провёл практически всю свою жизнь в многочисленных военных конфликтах. В 1315 году Гастон принял участие в неудачном походе во Фландрию, а по возвращении из него заболел и умер в аббатстве Мобюиссон. По завещанию Гастона его владения должны были разделить старшие сыновья. Гастон II получал Большую часть владений — Фуа, Беарн, Габардан и Марсан, а Роже Бернар I — каталонские владения. Третьему сыну, Роберту, была уготована духовная карьера. Поскольку все дети были ещё малы (старшему, Гастону, было всего 7 лет), то встал вопрос о регентстве. Маргарита де Монкада, мать покойного Гастона, попыталась добиться, чтобы её назначили регентом над внуками, однако король Франции назначил управлять владениями Гастона и Роже Бернара их мать, Жанну д’Артуа. После смерти в 1319 году Маргариты Жанна распространила свою власть и на эти владения.
Поведение Жанны вызывало недовольство знати. В 1317 году знать обратилась в парламент, требуя отстранить Жанну от опеки над детьми, обвиняя её в распущенности и расточительности. В 1325 году Жанну удалось отстранить от власти, когда было подписано компромиссное соглашение в Божанси. Однако она продолжала вести прежнюю жизнь и постоянно ссорилась со старшим сыном Гастоном II. Скандалы с её участием были столь часты и публичны, что в итоге привело к тому, что в 1331 году Гастон II заточил мать сначала в замок Фуа, а затем перевёл её в замок Ортез. При этом король Франции Филипп VI одобрил заключение Жанны. Французский историк Жюль Мишле выдвинул предположение, что причиной этому послужил процесс в 1331 году против Роберта III д’Артуа, брата Жанны, обвинённого в подделке документов и колдовстве.

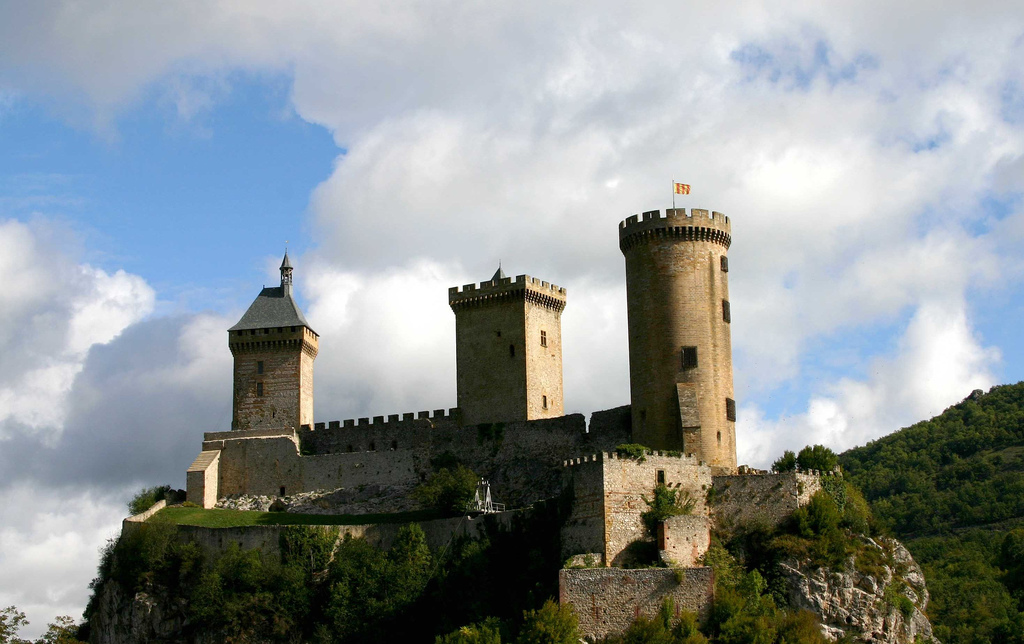
Замок Фуа, в который Жанна была заключена в 1331 году

В заключении Жанна провела около 17 лет. Её младший сын Роберт, ставший епископом Лурда, просил короля Филиппа VI освободить мать из заключения, чему противодействовала Алиенора де Комменж, жена умершего к тому моменту Гастона II, которая управляла Фуа и Беарном от имени своего малолетнего сына Гастона III Феба. Король только разрешил перевести её в замок Лурд, хотя условия заключения продолжали оставаться суровыми. Только когда к усилиям Роберта присоединились его брат Роже Бернар I, виконт Кастельбона, и советник короля Беранжер де Монто, архидьякон Лаведана, Филипп 19 сентября 1347 года согласился даровать Жанне свободу. По заключённому соглашению Жанна отказывалась в пользу внука Гастона III от своей вдовьей доли, взамен Алиенора уступала ей Небузан, Сен-Годан, Далмазан, Сент-Ибар и Ма-д'Азиль. Жанна подписала это соглашение 1 января 1348 года, но свободу получила только спустя несколько месяцев.
Точный год смерти Жанны неизвестен, последний раз её имя упоминается 24 марта 1350 года.

## Брак и дети
Супруг: с октября 1301 (Санлис, контракт) Гастон I де Фуа (1287 — 13 декабря 1315), граф де Фуа, виконт де Беарн, де Габардан, де Кастельбон и де Сердань, князь-соправитель Андорры с 1302, виконт де Марсан с 1313. Дети:
- Гастон II Богатырь (1308 — 26 сентября 1343), граф де Фуа, виконт де Беарн, де Габардан и де Марсан, князь-соправитель Андорры с 1315
- Роже Бернар I (ок. 1310 — 1350), виконт де Кастельбон и де Сердань с 1315, родоначальник линии Фуа-Кастельбон
- Роберт (ум. после 1347)  епископ Лавора
- Маргарита
- Бланка; муж: с 1328 Жан II де Грайи (ум. 1343), виконт де Бенож и де Кастийон, капталь де Бюш
- Жанна (ум. ок. 1357/1358); муж: с мая 1331 Педро IV Арагонский (1305 — 4 ноября 1381), граф Рибагорсы с 1322 (Пере IV), Ампурьяса (Пере IV) 1325—1341, Прадеса с 1344, сеньор Гандии 1323—1359